# Фунду-даш-Фігейраш
Фунду даш Фігейраш (порт. Fundo das Figueiras) — село в східній частині острова Боа-Вішта в Кабо-Верде. Село розташоване за близько 21 км на схід від столиці острова Сал-Рей. Це резиденція парафії Сан-Жоао Баптиста. За 2 км на південь знаходиться село Кабеса-душ-Таррафеш, а в 8 км на південний схід — Понта Мерінгуел, найсхідніша точка Кабо-Верде.

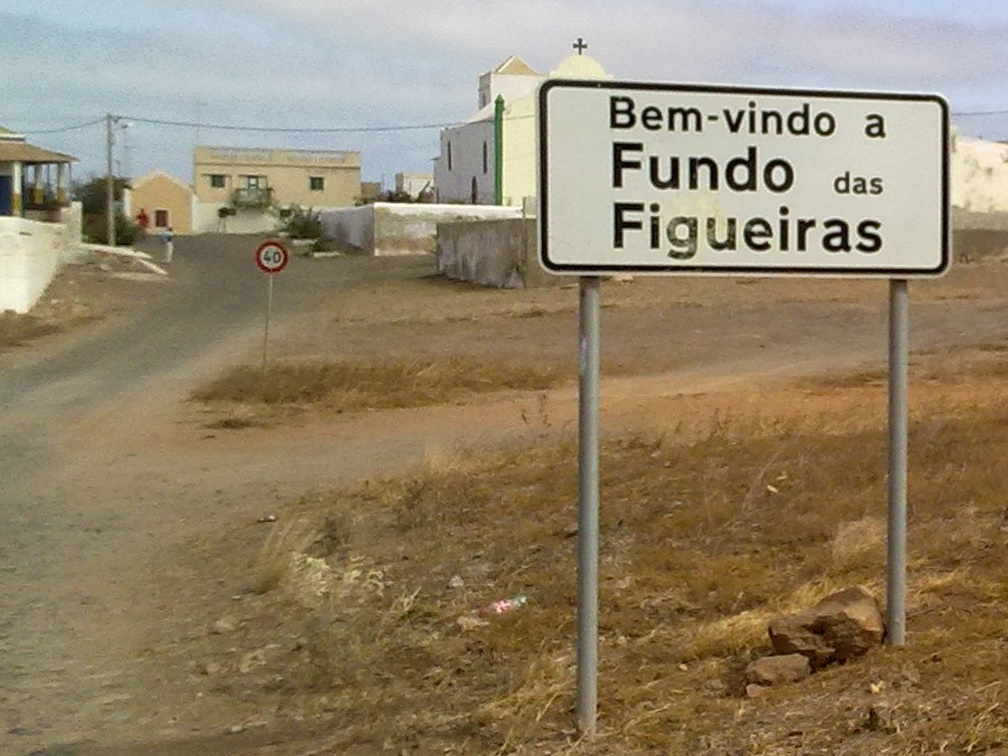
Вітальний знак у селі

У селі є церква святого Іоанна Предтечі (São João Baptista). З 2008 року NGO активно захищає місця відкладання яєць черепах на пляжі Порту-Феррейра, на схід від Фунду-даш-Фігейраш.